# Stig Synnergren
General Stig Gustaf Eugén Synnergren (Boden, 25 de febrero de 1915 –Estocolmo, 29 de abril de 2004) fue un alto oficial del Ejército Sueco. Synnergren tuvo una ilustre carrera militar que comenzó en 1939 como subteniente. Desempeñó un papel fundamental durante la Segunda Guerra Mundial, sirviendo en el Batallón de Esquí y realizando operaciones de inteligencia en el Norte de Noruega después de la ocupación alemana de Narvik. Sus habilidades y experiencia excepcionales lo llevaron a gestionar la evacuación de refugiados noruegos en Jokkmokk.
El rápido ascenso de Synnergren a través de los rangos continuó, incluyendo su graduación de la Escuela Superior del Ejército Real Sueco y varios estudios militares en el extranjero. Ocupó puestos de enseñanza y se convirtió en mayor mientras dirigía el Departamento de Tácticas. Notablemente, se convirtió en el Jefe del Estado Mayor del Ejército en 1963 y finalmente alcanzó el rango de Supreme Commander of the Swedish Armed Forces en 1967. Durante su mandato como Comandante Supremo, Synnergren supervisó importantes cambios en la política de defensa, incluyendo el abandono de la neutralidad y el desarrollo del avión Saab 37 Viggen. También dirigió esfuerzos de reorganización y recortes en el Ejército y la Armada.
Synnergren fue ampliamente asociado con la inteligencia militar, particularmente durante la exposición de la agencia secreta de inteligencia IB. Más allá de su carrera militar, Synnergren ocupó varios puestos de confianza en organizaciones como la Swedish Tourist Association, Swedish Ski Association y juntas corporativas. También formó parte del consejo de la Oficina Económica del Este, una agencia única dentro de la inteligencia militar sueca. Synnergren fue famoso por ascender del rango de capitán a convertirse en el "general más joven de los tiempos modernos" en solo cinco años.

## Primeros años
Synnergren nació el 25 de febrero de 1915 en la parroquia de Överluleå, Municipio de Boden, Suecia, hijo de Gösta Synnergren, maquinista, y su esposa Sara (de soltera Carlstén). Su padre también fue concejal del Partido Socialdemócrata en Boden y su madre fue miembro socialdemócrata del comité de bienestar infantil. Los años escolares de Synnergren estuvieron marcados por el deporte, la educación física y las actividades al aire libre. Aprobó el studentexamen en Luleå en 1936 con las calificaciones A en física y a en matemáticas y química. Luego fue admitido en el Real Instituto de Tecnología en Estocolmo. En ese momento, no tenía intención de convertirse en oficial.
El punto de inflexión en su vida ocurrió durante un día de otoño de 1936 durante los Juegos Olímpicos de Berlín, en los que Synnergren participó como miembro del equipo sueco de gimnasia. La experiencia de Adolf Hitler, rodeado por el Tercer Reich con todo su amenazante esplendor paramilitar, cambió la elección de carrera de Synnergren. Como muchos de sus compañeros, tenía una fuerte sensación de que una nueva guerra mundial era inminente. Retiró su solicitud al Royal Institute of Technology y decidió convertirse en oficial. En 1939, cuando estalló la Segunda Guerra Mundial, terminó primero en su clase en la Escuela de Candidatos a Oficiales de Infantería Sueca en la Real Academia Militar.

## Carrera

### Carrera militar
Synnergren fue comisionado como oficial con el rango de segundo teniente en 1939 y sirvió en el Batallón de Esquí (I 19 K) en Kiruna durante la Segunda Guerra Mundial y custodiaba la frontera noruega cuando Alemania ocupó Narvik. Después del ataque alemán a Noruega el 9 de abril de 1940, como oficial de inteligencia en el estado mayor del regimiento, en varias ocasiones, solo y con esquís, se adentró en la zona de guerra en Nord-Norge para hacer contacto con las fuerzas noruegas y recopilar inteligencia en el área dominada por los alemanes. Debido a su experiencia y habilidades con los fell, se convirtió, después de un breve interludio como oficial cadete en Karlberg en 1944, en el jefe de evacuación en Jokkmokk y fue, como tal, responsable de la gestión de los refugiados noruegos. Tras la guerra, fue ascendido a capitán en 1946 y en poco tiempo hizo una rápida carrera militar.
Synnergren se graduó del Escuela Superior del Ejército Real Sueco en 1948 y se convirtió en cadete del Estado Mayor y luego en capitán del Estado Mayor. Realizó estudios en el Ejército Noruego en 1950 y 1953, en el British Army en 1951 y 1953, y en el United States Army en 1951 y 1959. Fue profesor en el Royal Swedish Army Staff College de 1953 a 1956 y nuevamente de 1957 a 1958. Synnergren fue ascendido a mayor en 1957 y fue jefe del Departamento de Tácticas en el Estado Mayor del Ejército de 1958 a 1960. Estudió en el Swedish National Defence College en 1960 y fue ascendido a teniente coronel en los Svea Life Guards (I 1) en 1961.
Entre 1962 y 1963, fue comandante del Västernorrland Regiment (I 21). En 1963 fue ascendido a mayor general y designado Jefe del Estado Mayor del Ejército y del General Staff Corps. Entre 1966 y 1967, fue el comandante militar del Bergslagen Military District (Milo B). En 1967 fue ascendido a teniente general y designado Jefe del Estado Mayor de Defensa y, tres años después, ascendido a general y nombrado Comandante Supremo de las Fuerzas Armadas Suecas. Durante el tiempo de Synnergren como Comandante Supremo, se tomaron una serie de decisiones a largo plazo que significaron grandes cambios para la defensa. Se concluyó la política de neutralidad y, por lo tanto, la idea de una fuerte defensa de conscripción universal. Se decidió que el avión Viggen sería desarrollado mientras se reorganizaba y se hacían recortes en el Ejército y la Armada.
Synnergren fue, en los medios, más estrechamente asociado con la inteligencia militar ya que la agencia de inteligencia secreta IB fue expuesta durante su tiempo como Comandante Supremo. En diciembre de 1975, su nombramiento se extendió por dos años a partir de octubre de 1976.

### Otros trabajos
Synnergren ocupó durante y después de su carrera militar una serie de cargos de confianza. Fue jefe del Estado Mayor Militar de Su Majestad de 1978 a 1986, presidente de la Asociación Sueca de Turismo de 1976 a 1987 y presidente de la Asociación Sueca de Esquí de 1973 a 1975. También fue presidente de Stora AB de 1980 a 1986, Bergvik och Ala AB desde 1981 y miembro de la junta de Saab-Scania de 1981 a 1990, LKAB de 1982 a 1986, Saab Combitech de 1982 a 1990 y de la Federación Internacional de Esquí de 1976 a 1988. Synnergren también fue miembro de la junta de la East Economic Office (Öst Ekonomiska Byrån), una agencia que ocupaba una posición especial entre las agencias involucradas en la inteligencia militar sueca.

## Vida personal
En 1941, Synnergren se casó con la profesora de escuela primaria Margit Lindgren (1916–2016), hija del primer empleado de oficina en SJ, Anton Lindgren y su esposa Anna Richardsson. Fue padre de Britta (nacida en 1942), Kristina (nacida en 1946) y Elisabeth (nacida en 1947).

## Fallecimiento
Synnergren falleció el 28 de abril de 2004 en Hedvig Eleonora Parish, Estocolmo. Synnergren pasó el último tiempo de su vida en sv. El servicio fúnebre tuvo lugar el 26 de mayo de 2004 en Gustaf Adolf Church en Estocolmo. Fue enterrado en Galärvarvskyrkogården en Estocolmo.

## Fechas de rango
- 13 de abril de 1939 –  Fänrik (Segundo teniente)
- 4 de abril de 1941 –  Löjtnant (Teniente)
- 1 de abril de 1947 –  Kapten Capitán)
- 1 de abril de 1957 –  Major, Mayor)
- 1 de octubre de 1961 –  Överstelöjtnant (Teniente coronel)
- 1 de agosto de 1962 –  Överste (Coronel)
- 1 de octubre de 1963 –  (General de división)
- 1 de abril de 1967 –  (General de cuerpo)
- 1 de octubre de 1970 –  (General)

## Premios y condecoraciones
- Medalla del Rey H. M., medalla de oro del tamaño 12 llevada alrededor del cuello en una cadena de oro (1978)[21]
- Comandante Gran Cruz de la Orden de la Espada (6 de junio de 1970)[22]
- Comandante de 1ª Clase de la Orden de la Espada (11 de noviembre de 1966)[23]
- Caballero de la Orden de la Espada (antes de 1963)[24]
- Medalla Sixtus de la Asociación Sueca de Esquí (1988)[18]

### Extranjeras
- Gran Cruz de la Orden de Isabel la Católica (15 de octubre de 1979)[25]
- Gran Cruz de la Orden del Halcón (26 de octubre de 1981)[26]
- Gran Cruz de la Orden de San Olav (19 de marzo de 1973)[27]
- Gran Cruz de la Orden del Dannebrog (26 de agosto de 1977)[28]

## Honores
- Miembro de la Real Academia Sueca de Ciencias de la Guerra (1956)[9]
- Miembro honorario de la Sociedad Real Sueca de Ciencias Navales (1970)[9]
- Miembro de la Real Academia Sueca de Ciencias de la Ingeniería (1977)[9]